# کلیسای جامع لیورپول

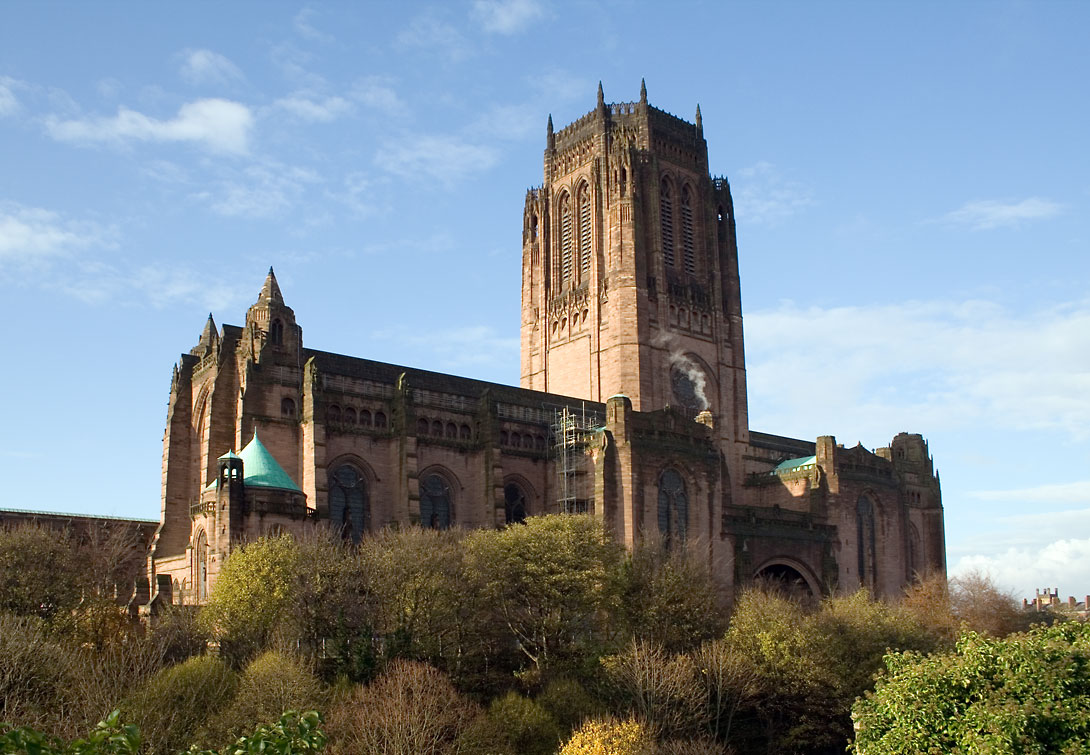

کلیسای جامع لیورپول(به انگلیسی: Liverpool Cathedral) یک کلیسای جامع انگلیس است که کوه سنت جیمز ساخته شده است و محل کار اسقف لیورپول نیز هستد. نام رسمی آن کلیسای جامع مسیح در لیورپول(به انگلیسی: Cathedral Church of Christ in Liverpool) است اما به مریم مقدس و عیسی اهدا شده است. طول خارجی بنا ۱۸۹ متر (۶۲۰ فوت) است که آن را طویل‌ترین کلیسای دنیا ساخته است اگرچه طول داخلی آن ۱۴۶ متر (۴۷۹ فوت) است. کلیسای جامع لیورپول یکی از دو کلیسای جامع شهر لیورپول است که دیگری در حدود نیم مایلی شمال آن قرار دارد و کلیسای کاتولیک محسوب می‌شود.

## نگارخانه

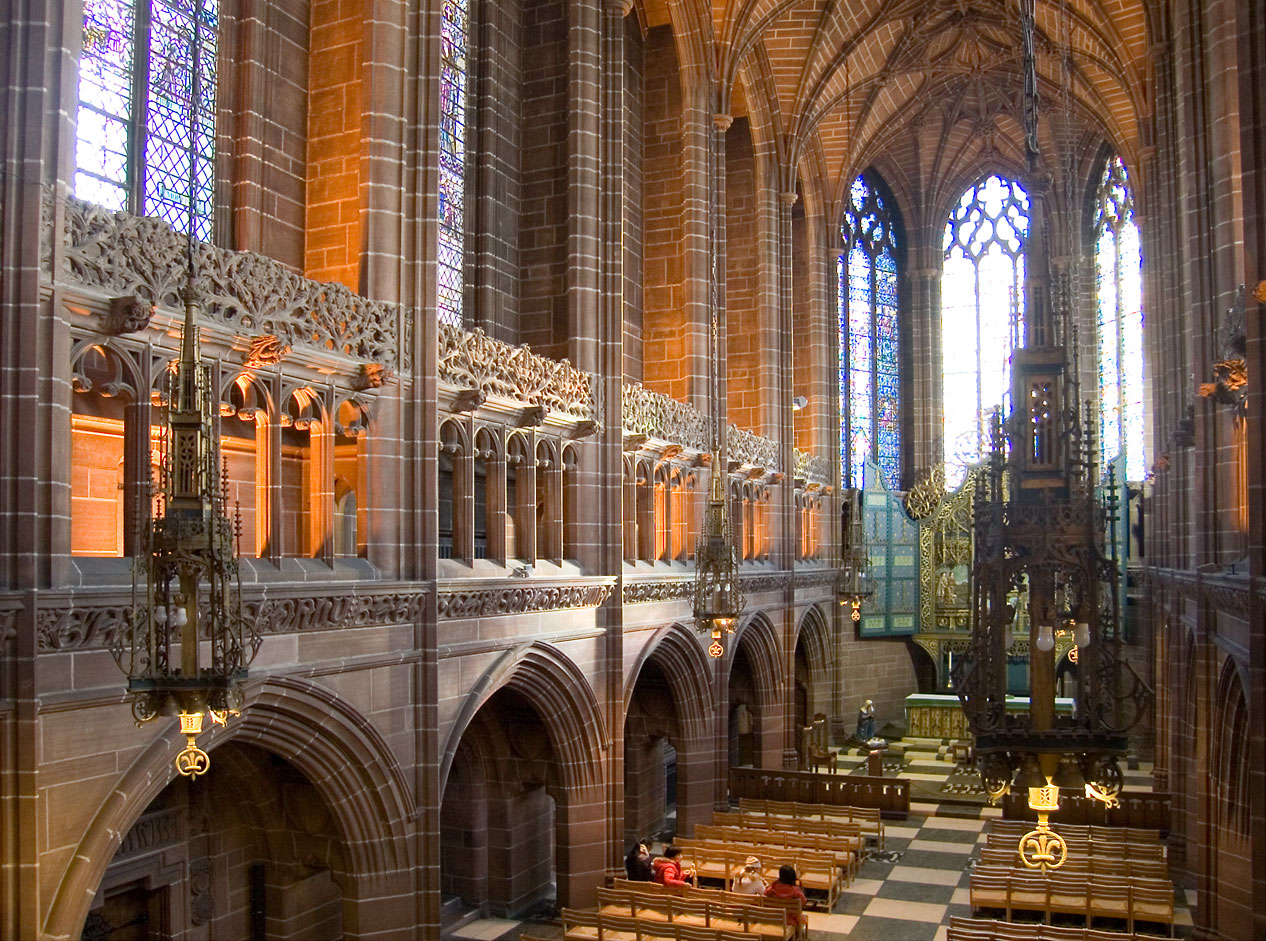
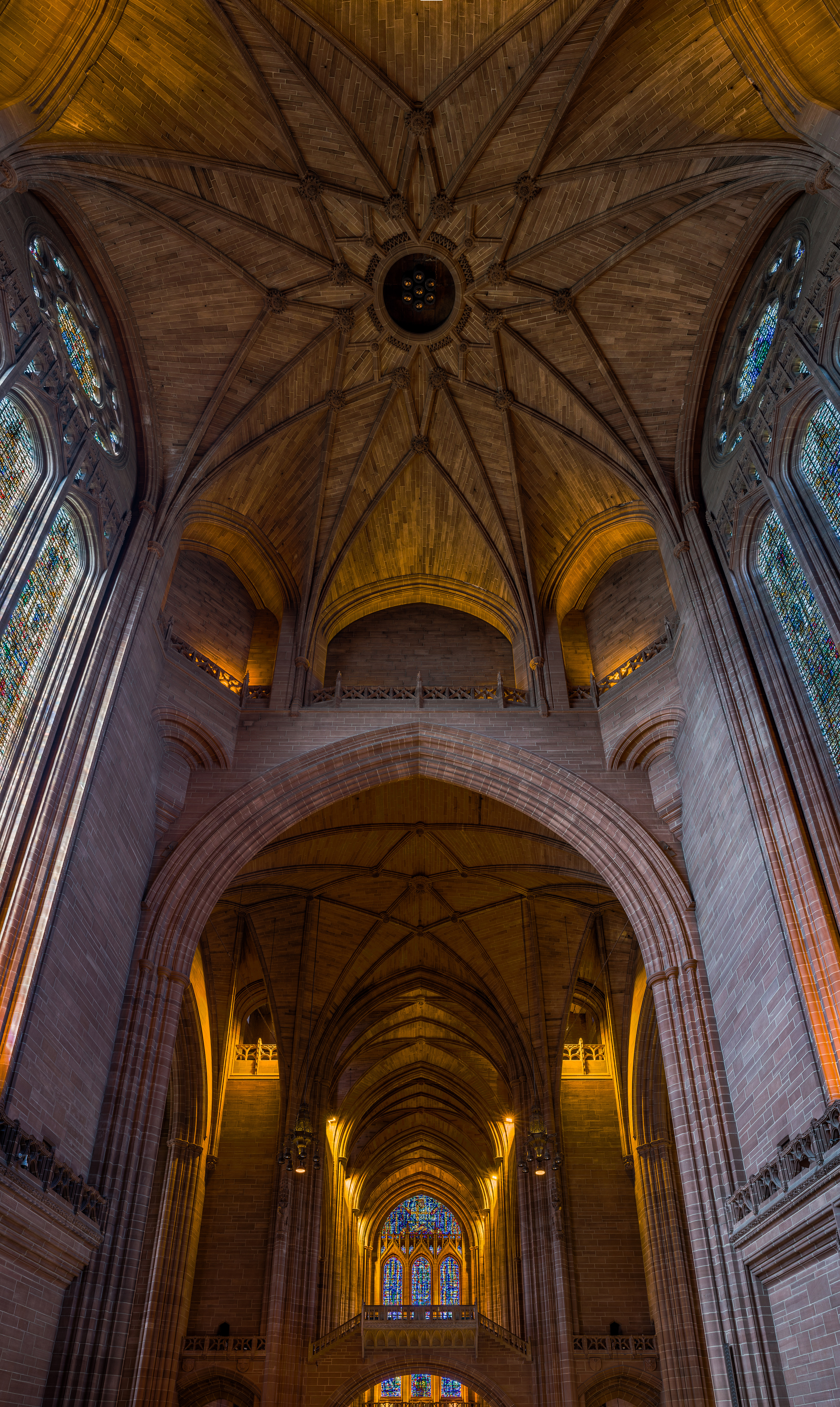
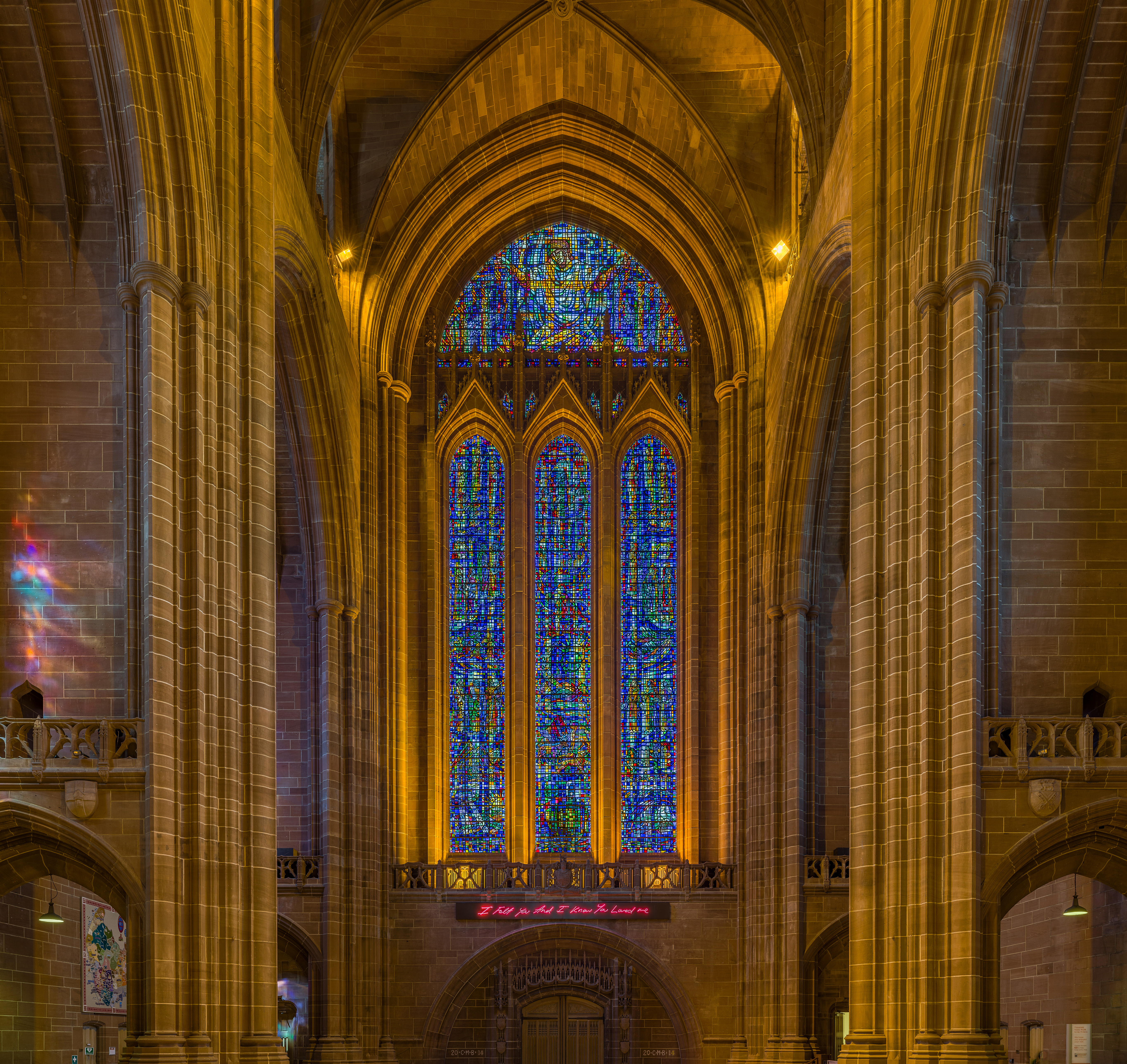
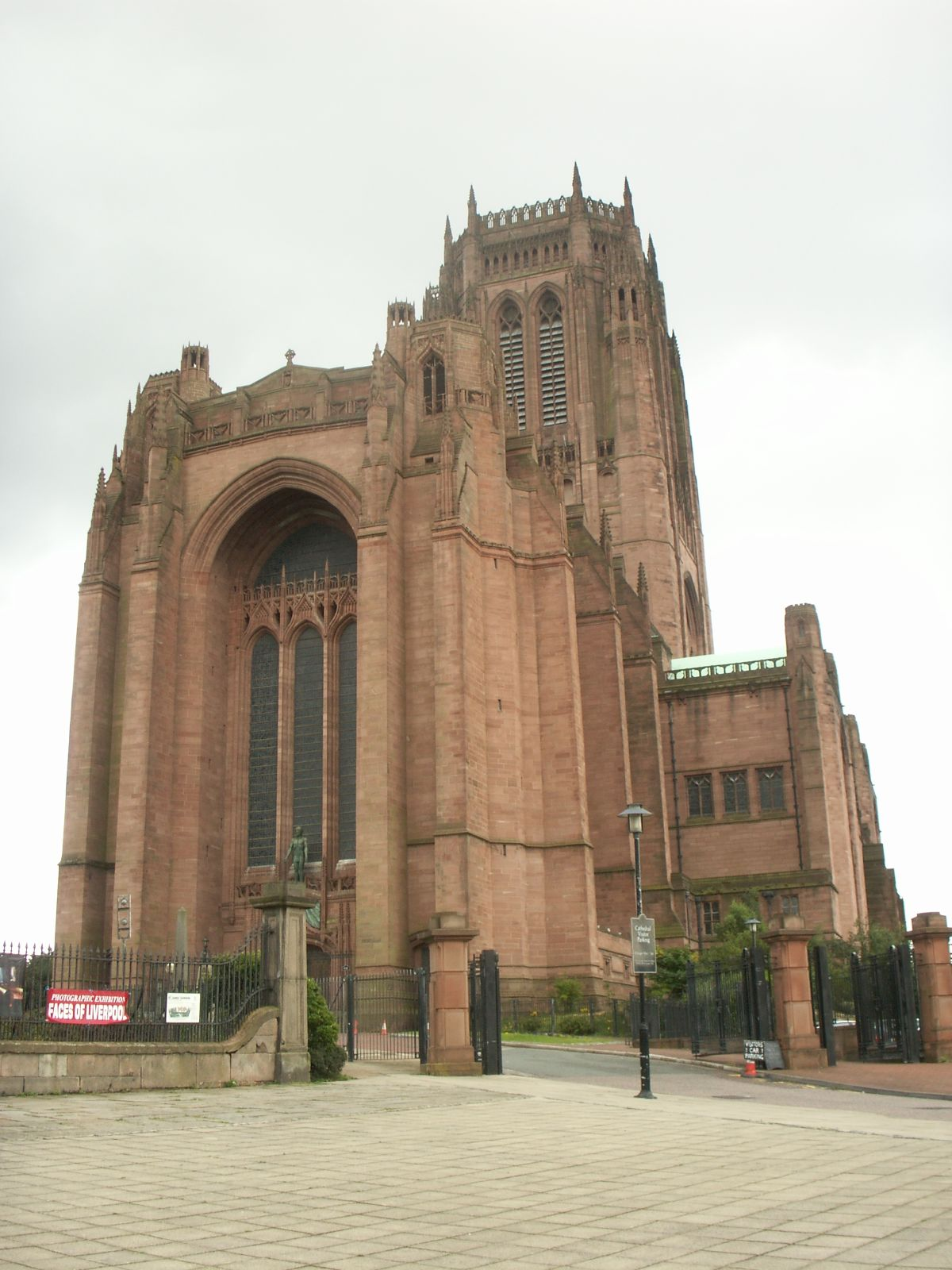
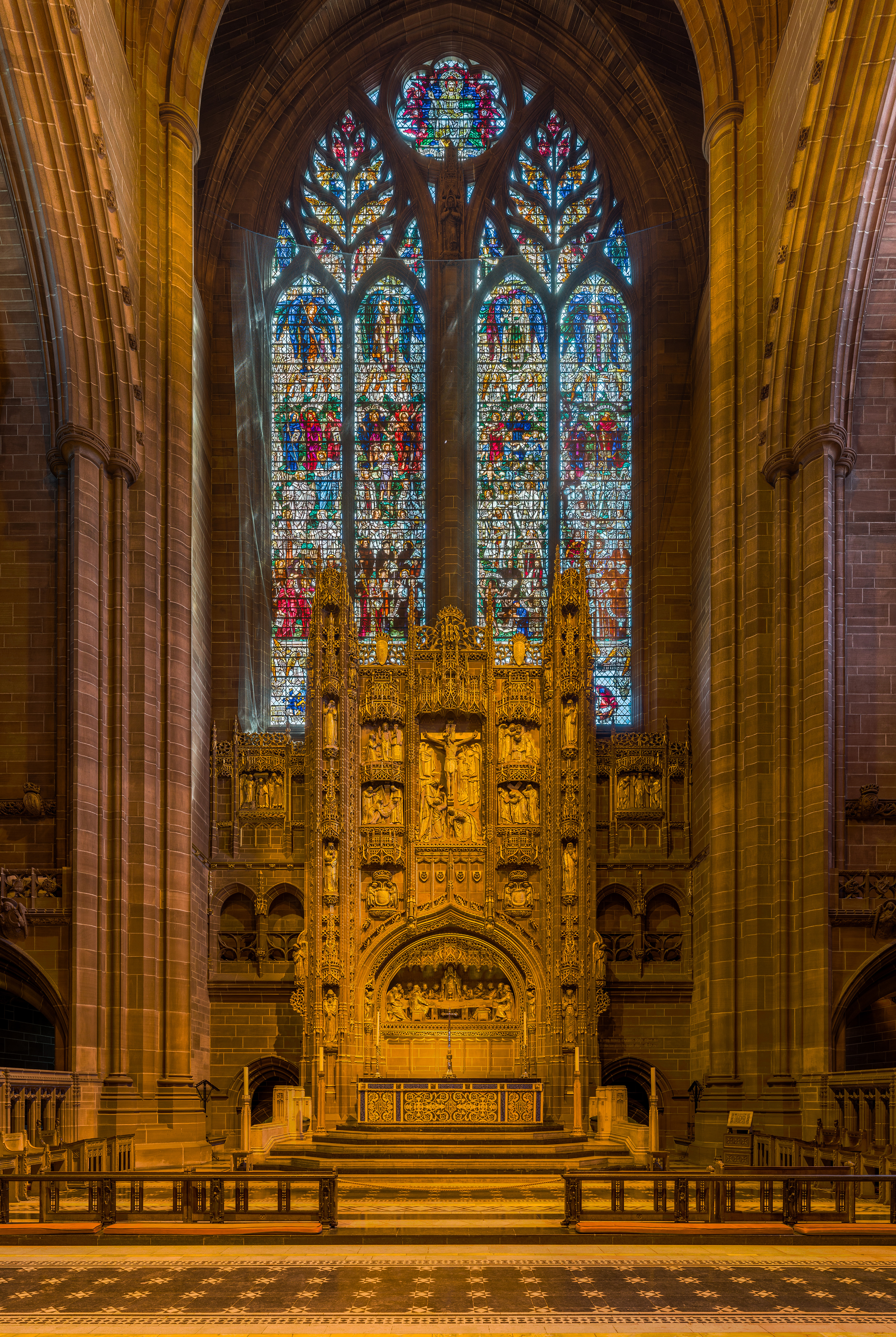